# Capparis odoratissima
Capparis odoratissima là một loài thực vật có hoa trong họ Capparaceae. Loài này được Jacq. mô tả khoa học đầu tiên năm 1797.